# Xylodrypta bostrychoides
Xylodrypta bostrychoides är en skalbaggsart som beskrevs av Pierre Lesne 1901. Xylodrypta bostrychoides ingår i släktet Xylodrypta och familjen kapuschongbaggar. Inga underarter finns listade i Catalogue of Life.